# Bill Williams River
De Bill Williams River is een korte rivier met een lengte van 74 km die van oost naar west stroomt door Arizona en uitmondt in de Colorado bij Lake Havasu. De rivier ontstaat door de samenvloeiing van de Big Sandy River en de Santa Maria River. De rivier is genoemd naar William "Bill" Williams, een pionier van het Wilde Westen.
De Bill Williams River is een van de laatste rivieren in het zuidwesten van de Verenigde Staten met intacte oeverbossen van wilgen en populieren en is belangrijk als broedplaats voor vogels en als stopplaats voor trekvogels. In 1993 werd het Bill Williams River National Wildlife Refuge opgericht.
- Library of Congress Control Number: sh99014285
- Nationale Bibliotheek van Israël: 987007558981705171
- Virtual International Authority File: 315528548